# Quo vadis
Quo vadis: Powieść z czasów Nerona – powieść historyczna Henryka Sienkiewicza.
Publikowana najpierw w odcinkach w warszawskiej „Gazecie Polskiej” (lata 1895–1896) i – z minimalnym opóźnieniem w stosunku do „Gazety” – także w krakowskim dzienniku „Czas” i „Dzienniku Poznańskim”. Wkrótce powieść została wydana w formie druku zwartego, jej premiera odbyła się w Krakowie, w 1896 roku. Powieść odniosła światowy sukces i została przetłumaczona na ponad pięćdziesiąt języków. Pełny tekst powieści Quo vadis znajduje się w rękopisie Biblioteki Narodowej, a we wrocławskim Ossolineum znajduje się 39 luźnych kart pierwszego szkicu powieści. Rękopis BN został zakupiony od spadkobierców Leopolda Kronenberga. Karty znajdujące się w zbiorach Ossolineum pochodzą ze zbiorów rodziny pisarza z Oblęgorka.
Henryk Sienkiewicz dostał Literacką Nagrodę Nobla za całokształt twórczości. Quo vadis jest jednym z najbardziej znanych dzieł autora, dlatego częstym błędem jest uznawanie, że nagroda Nobla została przyznana właśnie za to dzieło. W istocie w 1905 roku Sienkiewicz otrzymał ją za wybitne osiągnięcia pisarskie w literaturze epickiej.
Tytuł książki to łaciński zwrot, oznaczający: Dokąd idziesz?. Odwołuje się on do słów Quo vadis, Domine? (Dokąd idziesz, Panie?), wypowiedzianych według legendy, przywołanych również w powieści, przez apostoła Piotra do Chrystusa.
Ilustracje do powieści wykonali m.in. znani malarze Piotr Stachiewicz i Jan Styka.
W 1894 roku powstały pierwsze rozdziały Quo vadis, które ukazały się drukiem od marca 1895 roku w warszawskiej „Gazecie Polskiej”, krakowskim „Czasie” oraz „Dzienniku Poznańskim” (do lutego 1896 roku). Wydanie książkowe pojawiło się niedługo później i zrobiło zawrotną karierę w całej Europie. Książka do dziś cieszy się wyjątkową popularnością, została przetłumaczona na 57 języków, w tym na arabski, japoński, a także esperanto i opublikowana w ponad 70 krajach[6]. Quo vadis wielokrotnie adaptowano i wystawiano na deskach teatrów, ukazała się opera oparta na motywach powieści. W 1913 roku dzieło zostało po raz pierwszy sfilmowane, a później było ekranizowane jeszcze kilkakrotnie.
W 2016 Sienkiewiczowską powieść odczytywano publicznie podczas akcji społecznej propagującej znajomość literatury narodowej – Narodowe Czytanie Quo vadis. Z tej okazji 3 września rękopis powieści opuścił na jeden dzień skarbiec Biblioteki Narodowej i można go było oglądać w warszawskim Pałacu Rzeczypospolitej. Rękopis ten był własnością rodziny Kronenbergów i złożony był w Banku Handlowym. Do Biblioteki Narodowej trafił w 1951. Od 2024 manuskrypt prezentowany jest na wystawie stałej w Pałacu Rzeczypospolitej.
Pełny tekst:  Quo vadis  w Wikiźródłach 

  Pobierz jako: EPUB   • PDF   • MOBI  

## Miejsce i czas akcji

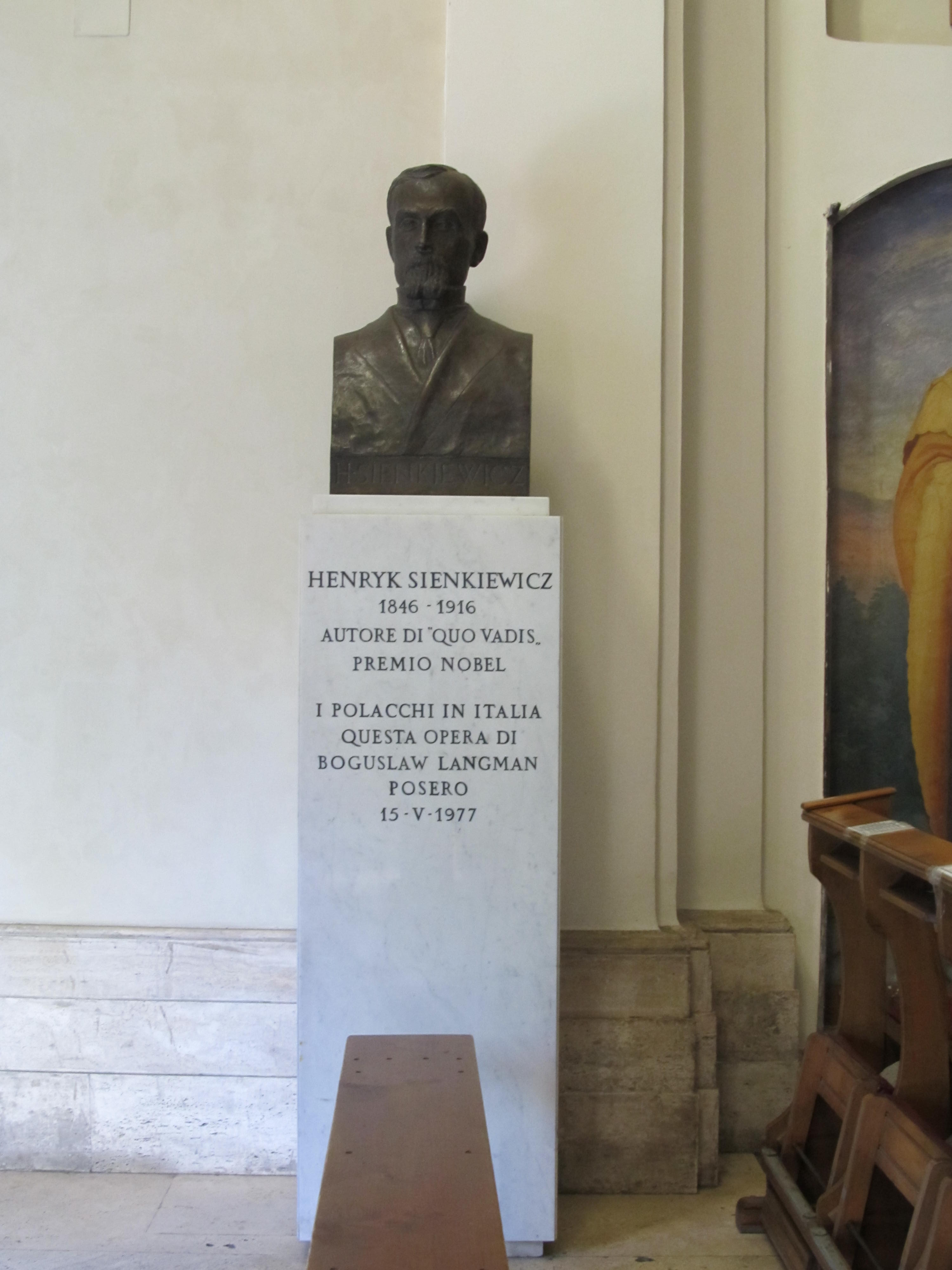
Popiersie Henryka Sienkiewicza w kościele Domine Quo Vadis w Rzymie na Via Appia Antica.

Akcja rozgrywa się głównie w Rzymie, podczas końcowych 6 lat panowania Nerona (63–68), akcja epilogu – ok. 68 r. Wydarzenia pozwalające określić czas akcji to: przybycie Winicjusza do Rzymu po zawarciu pokoju z Partami (63 r.), pożar Rzymu (64 r.), śmierć Petroniusza (66 r.), śmierć Nerona (68 r.). Rzym był wówczas miastem wielonarodowościowym, bardzo zróżnicowanym.

## Fabuła

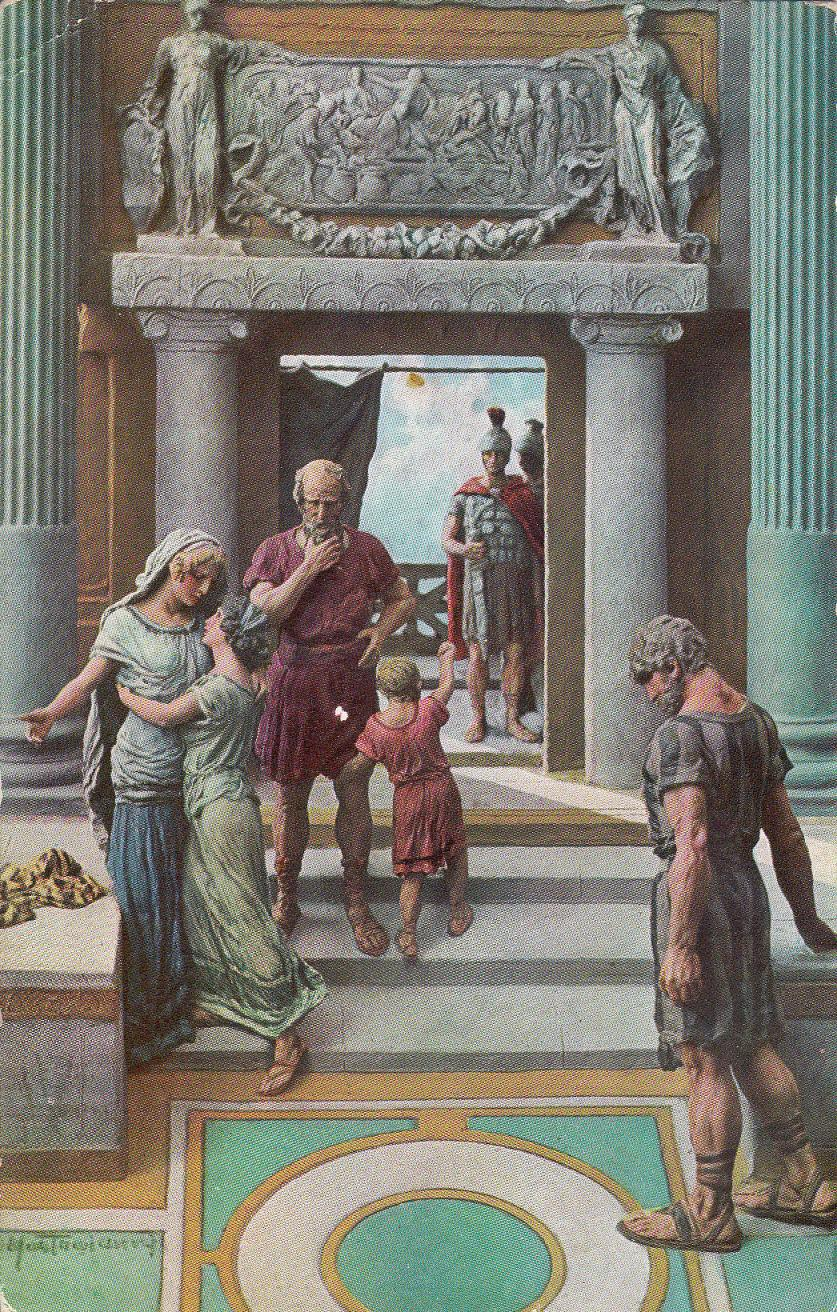
Pocztówka ze sceną z „Quo Vadis”: „Ligia porzuca dom Aulusa” (Domenico Mastroianni, 1913).

Głównym wątkiem powieści jest miłość Winicjusza i Ligii. Należą oni do dwóch odrębnych światów: Winicjusz jest patrycjuszem rzymskim, Ligia zakładniczką pochodzącą z barbarzyńskiego plemienia Ligów, a także chrześcijanką. Wątek miłosny posiada liczne zwroty akcji: ucieczkę Ligii, jej poszukiwania przez Winicjusza, próbę porwania, przemianę Winicjusza i przyjęcie przez niego chrztu, wreszcie uwięzienie i cudowne ocalenie na arenie. Historyczny wątek powieści skupia się na osobie rzymskiego cesarza Nerona, a także na prześladowaniach i szerzeniu się wiary chrześcijańskiej. Istotną dla utworu postacią jest Petroniusz    – rzymski patrycjusz, bliski doradca Nerona, wyrocznia smaku i elegancji, będący w powieści symbolem odchodzącej kultury antycznej. Balansujący na krawędzi życia i śmierci, krytykuje pomysł cesarza i przegrywa. Tak jak zaczął, kończy akcję, umierając samobójczo w ramionach ukochanej Eunice. Najbardziej tragiczną i jednocześnie komiczną postacią jest Chilon Chilonides. Nie ma zasad moralnych i jest gotów sprzedać niewinnego. Jednak i w nim zachodzi poważna zmiana, na końcu umiera na krzyżu w obronie tych, których wydał – chrześcijan. Punkt kulminacyjny stanowi walka Ursusa z turem. Pokonanie zwierza oznacza szczęśliwe zakończenie wątku miłosnego. Odtąd Ligia, Winicjusz i Ursus są pod opieką ludu rzymskiego. Ten moment symbolizuje także odwrót sympatii Rzymian od Nerona i zwrócenie się ku chrześcijanom.

## Bohaterowie
W powieści pojawiają się:
- augustianie – najbliżsi z otoczenia cesarza Nerona (doradcy).
- patrycjusze – możne rody rzymskie w senacie, sprawują najwyższe urzędy, biorą udział w wyprawach wojennych.
- plebejusze – ludzie wolni, ale niezbyt bogaci (kupcy, rzemieślnicy, a także wolna biedota).
- niewolnicy – często to jeńcy wojenni, nie mają żadnych praw, wśród nich wyróżniają się gladiatorzy.

Bohaterowie historyczni
- Akte – wyzwolenica i kochanka Nerona, pochowała ciało cesarza.
- Aulus Plaucjusz – konsul, namiestnik Panonii i Brytanii, mąż Pomponii Grecyny.
- Lukan – poeta, bratanek Seneki, bliski towarzysz Nerona. Brał udział w spisku Pizona, za co został skazany na śmierć i popełnił samobójstwo.
- Neron – cesarz rzymski, panował w latach 54–68. W 65 r. brutalnie stłumił wymierzony przeciw sobie spisek Pizona. Popełnił samobójstwo w willi wyzwoleńca Faona.
- św. Paweł Apostoł
- Petroniusz – arbiter elegantiarum, mistrz dobrego smaku, patrycjusz rzymski, obiekt zawiści Tygellina, zamieszany w spisek Pizona, popełnił samobójstwo. W utworze Sienkiewicza jest wujem Marka Winicjusza, epikurejczykiem, estetą, odmawia udziału w spisku.
- św. Piotr Apostoł
- Pizon – konsul, w 65 r. przywódca spisku przeciw Neronowi.
- Pomponia Grecyna – żona Aulusa Plaucjusza, według przekazu Tacyta rzeczywiście poddana sądowi mężowskiemu z podejrzenia o wyznawanie obcego zabobonu.
- Poppea Sabina – druga żona Nerona, również jego ofiara – zmarła podczas kolejnej ciąży, kopnięta przez cezara.
- Seneka Młodszy – poeta, pisarz, filozof rzymski – stoik, dawny nauczyciel Nerona. Uczestnik spisku Pizona, popełnił samobójstwo.
- Tygellin – prefekt pretorianów, wierny zausznik Nerona, rywal Petroniusza o względy cesarza.
- Wespazjan – późniejszy cesarz rzymski, za czasów Nerona namiestnik Afryki. Wsławił się drzemkami podczas występów cesarza, za co popadł w niełaskę[7].
- Westynus – konsul, jego pierwszą żoną była Statilia Messalina, początkowo jeden z najbliższych przyjaciół Nerona, następnie przez niego zgładzony.

Bohaterowie fikcyjni

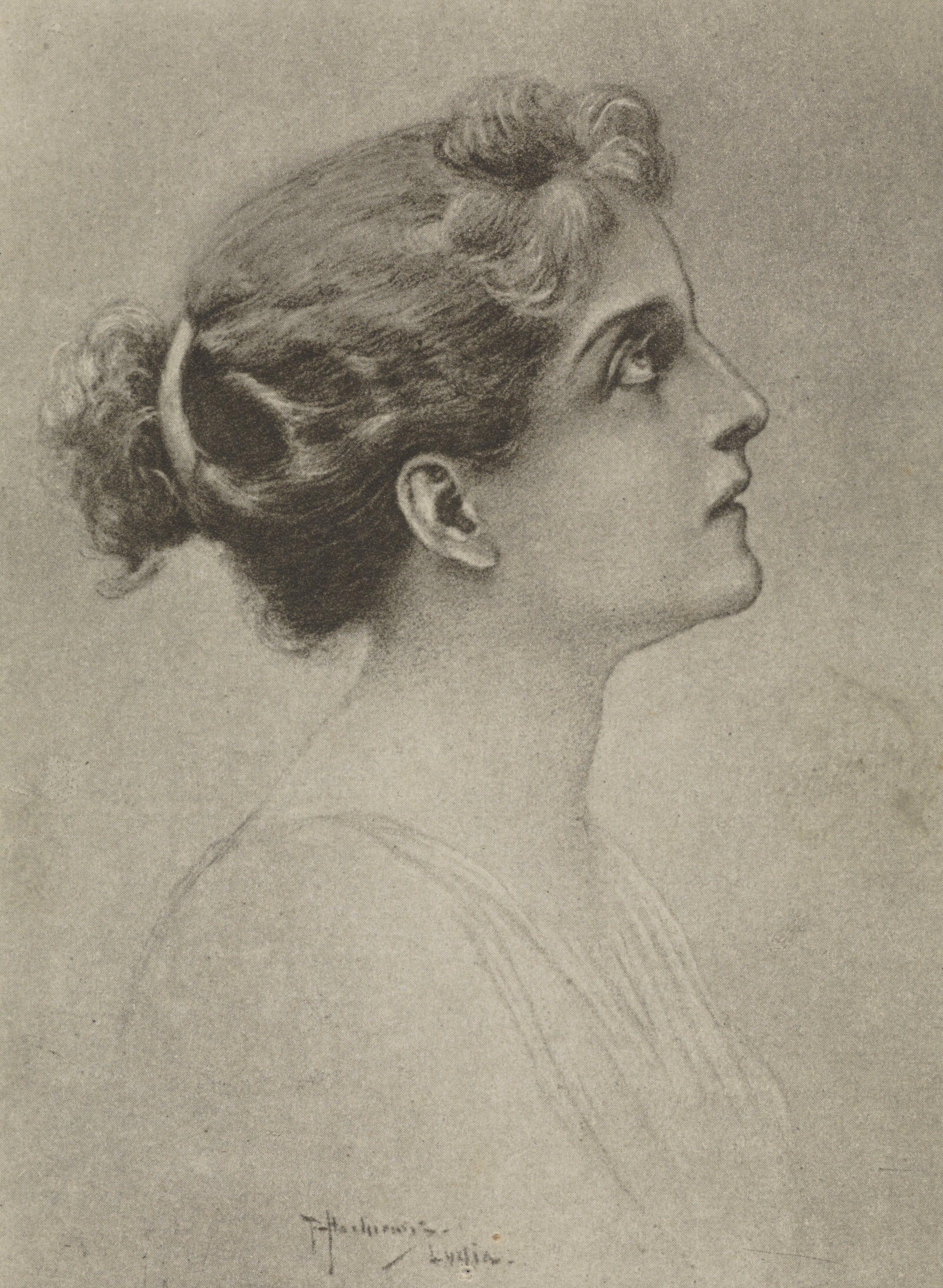
Ligia Piotra Stachiewicza

- Marek Winicjusz – patrycjusz rzymski, trybun wojskowy. Zakochuje się w Ligii i pod jej wpływem zostaje chrześcijaninem.
- Ligia (Kallina) – córka wodza barbarzyńskiego plemienia Ligiów, zakładniczka Rzymu, wychowana przez Aulusa Plaucjusza i Pomponię Grecynę. Chrześcijanka, ukochana Marka Winicjusza. Jednak odmawia zostania kochanką Winicjusza i ucieka przy pomocy Ursusa. Dzięki niej młody patrycjusz przechodzi przemianę, stając się chrześcijaninem. Wówczas Ligia zgadza się go poślubić.
- Ursus – po chrzcie Urban; służył matce Ligii, po jej śmierci przyrzekł, że będzie bronić jej córki; odznaczał się potężną siłą fizyczną: zabił zapaśnika Krotona, na arenie gołymi rękami pokonał tura.
- Glaukus – z pochodzenia Grek; lekarz; chrześcijanin; kilkakrotnie skrzywdzony przez Chilona Chilonidesa, który sprzedał w niewolę jego dzieci i żonę; wielokrotnie przebaczał Chilonowi jego czyny, czym w końcu przyczynił się do jego nawrócenia; zginął na płonącym palu.
- Kryspus – fanatyczny chrześcijanin, bardzo radykalny, ginie na krzyżu podczas Igrzysk.
- Eunice – niewolnica i kochanka Petroniusza, wybiera śmierć samobójczą z ukochanym zamiast wyzwolenia i życia pośród jego bogactw.
- Chilon Chilonides – filozof; Grek; żyje z nauczania przypadkowych ludzi i oszustw; jest łasy na pieniądze – wydaje chrześcijan Neronowi za posadę i złoto, wcześniej sprzedał rodzinę Glaukusa w niewolę; nawraca się pod koniec powieści (pod wpływem postawy Glaukusa umierającego na płonącym palu).
- Germanin Gulo – niewolnik, wychowawca i nauczyciel Marka Winicjusza.

## Interpretacja
Utwór ma wyraźną wymowę ideową, głosi zwycięstwo idei moralnej nad fizyczną przemocą. Pojawiały się interpretacje, które Ligię pochodzącą z północnego ludu Ligiów utożsamiały z Prasłowianami, wiele domysłów snuto na temat kim jest i kogo oznacza Ursus, olbrzym ratujący księżniczkę (Polskę). W ówczesnej literaturze europejskiej autorzy często wstawiali bohaterów swojej narodowości – np. J. Verne. Ówczesna nauka także nie odrzucała jednoznacznie hipotezy o Ligach jako Prasłowianach.

## Tytuły alternatywne
Tytuły poszczególnych wydań nieznacznie się od siebie różniły. Różnice dotyczyły podtytułów oraz znaku zapytania.
- Quo vadis
- Quo vadis?
- Quo vadis: Powieść z czasów Nerona
- Quo vadis?: Powieść z czasów Nerona

## Ekranizacje
Na podstawie książki nakręcono kilka filmów:
- Quo Vadis? reż. Lucien Nonguet i Ferdinand Zecca, 1901, Francja (film niemy).
- Quo Vadis? reż. Enrico Guazzoni, 1912, Włochy (film niemy).
- Quo Vadis reż. Gabriello D’Annunzio i Georg Jacoby, 1924, Włochy (film niemy).
- Quo Vadis reż. Mervyn LeRoy, 1951, USA (Robert Taylor – Winicjusz, Deborah Kerr – Ligia, Leo Genn – Petroniusz, Peter Ustinov – Neron, Finlay Currie – Piotr Apostoł)
- Quo vadis? reż. Franco Rossi, 1985, Włochy (serial telewizyjny; Francesco Quinn – Winicjusz, Marie-Theres Relin – Ligia, Frederic Forrest – Petroniusz, Klaus Maria Brandauer – Neron, Max von Sydow – Piotr Apostoł)
- Quo vadis reż. Jerzy Kawalerowicz, 2001, Polska (Paweł Deląg – Winicjusz, Magdalena Mielcarz – Ligia, Bogusław Linda – Petroniusz, Michał Bajor – Neron, Franciszek Pieczka – Piotr Apostoł). Równocześnie z wersją kinową wyprodukowano wersję telewizyjną – sześcioodcinkowy serial o tym samym tytule.
- Quo vadis. Miecz miłości reż. Anira Wojan, Roy Sukankan, 2024, Polska, film animowany

## Adaptacje muzyczne
- Quo Vadis (1907) – oratorium, muz. Feliks Nowowiejski
- Evnika (1907) – muz. Andriej Szczerbaczow, lib. hr. Stenbock-Fermor
- Quo Vadis (1909) – opera, muz. Jean Nouguès, lib. Henri Caïn
- Quo Vadis (1993-94) – dramat muzyczny, muz. i lib. Bernadetta Matuszczak

## Literackie nawiązanie
Na Quo vadis Sienkiewicza oparta została fabuła powieści Quo vadis. Trzecie tysiąclecie autorstwa Martina Abrama, której akcja rozgrywa się w XXII wieku.